# Список епізодів телесеріалу «Реальна кров»
Список і короткий опис епізодів американського телесеріалу "Реальна кров".
Перший сезон серіал йшов на телеканалі HBO з 7 вересня по 23 листопада 2008 року. Показ другого сезону почався 14 червня 2009року, а завершився 6 вересня 2009року.

## Огляд сезонів
| Сезон | Сезон | Кількість епізодів | Прем'єра першого епізоду | Прем'єра останнього епізоду | Дата виходу DVD і Blu - Ray | Дата виходу DVD і Blu - Ray | Дата виходу DVD і Blu - Ray | Дата виходу DVD і Blu - Ray |
| Сезон | Сезон | Кількість епізодів | Прем'єра першого епізоду | Прем'єра останнього епізоду | Регіон 1                    | Регіон 2                    | Регіон 4                    |                             |
| ----- | ----- | ------------------ | ------------------------ | --------------------------- | --------------------------- | --------------------------- | --------------------------- | --------------------------- |
|       | 1     | 12                 | 7 вересня 2008           | 23 листопада 2008           | 19 травня 2009              | 26 жовтня 2009              | 1 липня 2009                |                             |
|       | 2     | 12                 | 14 червня 2009           | 13 вересня 2009             | 25 травня 2010              | 17 травня 2010              | 19 травня 2010              |                             |
|       | 3     | 12                 | 7 вересня 2010           | 23 листопада 2010           | 31 травня 2011              | 23 травня 2011              | 18 травня 2011              |                             |
|       | 4     | 12                 | 26 червня 2011           | 11 вересня 2011             | 29 травня 2012              | 21 травня 2012              | 23 травня 2012              |                             |
|       | 5     | 12                 | 10 червня 2012           | 26 серпня 2012              | не виходив                  | не виходив                  | не виходив                  |                             |

## Опис серій

### Сезон 1(2008)
| №  | #  | Назва                                                        | Дата прем'єри     | Сценаристи                | Режисер          |  |
| -- | -- | ------------------------------------------------------------ | ----------------- | ------------------------- | ---------------- |  |
| 1  | 1  | «Pilot» / «Strange Love» («Пілотний епізод» / «Дивна любов») | 7 вересня 2008    | Алан Болл і Шарлин Харрис | Алан Болл        |  |
|    |    |                                                              |                   |                           |                  |  |
| 2  | 2  | «The First Taste» («Перший смак»)                            | 14 вересня 2008   | Алан Болл                 | Скотт Вінант     |  |
|    |    |                                                              |                   |                           |                  |  |
| 3  | 3  | «Mine» («Моя»)                                               | 21 вересня 2008   | Алан Болл                 | Джон Дав         |  |
|    |    |                                                              |                   |                           |                  |  |
| 4  | 4  | «Escape from Dragon House» («Втеча з Будинку Дракона»)       | 28 вересня 2008   | Браян Бакнер              | Майкл Леманн     |  |
|    |    |                                                              |                   |                           |                  |  |
| 5  | 5  | «Sparks fly out» («Іскри летять»)                            | 5 жовтня 2008     | Олександр Ву              | Денієл Монеган   |  |
|    |    |                                                              |                   |                           |                  |  |
| 6  | 6  | «Cold Ground» («Холодна земля»)                              | 12 жовтня 2008    | Раїль Такер               | Нік Гомез        |  |
|    |    |                                                              |                   |                           |                  |  |
| 7  | 7  | «Burning House of Love» («Палаюча обитель любові»)           | 19 жовтня 2008    | Кріс Оффатт               | Маркос Сієга     |  |
|    |    |                                                              |                   |                           |                  |  |
| 8  | 8  | «The Fourth Man in the Fire» («Четвертий згорілий у вогні»)  | 26 жовтня 2008    | Олександр Ву              | Майкл Леманн     |  |
|    |    |                                                              |                   |                           |                  |  |
| 9  | 9  | «Plaisir d'Amour» («Задоволення від любові»)                 | 2 листопада 2008  | Браян Бакнер              | Ентоні Гемінгвей |  |
|    |    |                                                              |                   |                           |                  |  |
| 10 | 10 | «I Don't Wanna Know» («Я не хочу знати»)                     | 9 листопада 2008  | Кріс Оффатт               | Скотт Вінант     |  |
|    |    |                                                              |                   |                           |                  |  |
| 11 | 11 | «To Love Is to Burry» («Любити - означає поховати»)          | 16 листопада 2008 | Ненсі Олівер              | Ненсі Олівер     |  |
|    |    |                                                              |                   |                           |                  |  |
| 12 | 12 | «You'll Be the Death of Me» («Ти станеш моєю погибеллю»)     | 23 листопада 2008 | Раїль Такер               | Алан Болл        |  |
|    |    |                                                              |                   |                           |                  |  |

### Сезон 2(2009)
| №  | #  | Назва                                                  | Дата прем'єри   | Режисер        | Сценаристи                     |  |
| -- | -- | ------------------------------------------------------ | --------------- | -------------- | ------------------------------ |  |
| 13 | 1  | «Nothing But The Blood» («Нічого, окрім крові»)        | 14 червня 2009  | Денієл Монеган | Олександр Ву                   |  |
|    |    |                                                        |                 |                |                                |  |
| 14 | 2  | «Keep This Party Going» («Вечірка триває»)             | 21 червня 2009  | Майкл Леманн   | Браян Бакнер                   |  |
|    |    |                                                        |                 |                |                                |  |
| 15 | 3  | «Scratches» («Подряпини»)                              | 28 червня 2009  | Худоба Вінан   | Раїль Такер                    |  |
|    |    |                                                        |                 |                |                                |  |
| 16 | 4  | «Shake & Fingerpop» («Танці і трясіння»)               | 12 липня 2009   | Майкл Леманн   | Алан Болл                      |  |
|    |    |                                                        |                 |                |                                |  |
| 17 | 5  | «Never Let Me Go» («Ніколи не відпускай мене»)         | 19 липня 2009   | Джон Дав       | Ненсі Олівер                   |  |
|    |    |                                                        |                 |                |                                |  |
| 18 | 6  | «Hard - Hearted Hannah» («Безжалізна Анна»)            | 26 липня 2009   | Майкл Леманн   | Браян Бакнер                   |  |
|    |    |                                                        |                 |                |                                |  |
| 19 | 7  | «Release Me» («Випусти мене»)                          | 2 серпня 2009   | Майкл Рускіо   | Раїль Такер                    |  |
|    |    |                                                        |                 |                |                                |  |
| 20 | 8  | «Timebomb» («Бомба з годинниковим механізмом»)         | 9 серпня 2009   | Джон Дав       | Олександр Ву                   |  |
|    |    |                                                        |                 |                |                                |  |
| 21 | 9  | «I Will Rise Up»<«Я повстану»)                         | 16 серпня 2009  | Скотт Вінант   | Ненсі Олівер                   |  |
|    |    |                                                        |                 |                |                                |  |
| 22 | 10 | «New World In My View» («Мій новий світ»)              | 23 серпня 2009  | Адам Девидсон  | Кейт Барноу і Елізабет Р. Фінч |  |
|    |    |                                                        |                 |                |                                |  |
| 23 | 11 | «Frenzy» («Сказ»)                                      | 30 серпня 2009  | Денієл Монеган | Алан Болл                      |  |
|    |    |                                                        |                 |                |                                |  |
| 24 | 12 | «Beyond Here Lies Nothin» («Життя після смерті немає») | 13 вересня 2009 | Майкл Куеста   | Олександр Ву                   |  |
|    |    |                                                        |                 |                |                                |  |

### Сезон 3(2010)
| №  | #  | Назва                                                          | Дата прем'єри   | Режисер             | Сценаристи                     |  |
| -- | -- | -------------------------------------------------------------- | --------------- | ------------------- | ------------------------------ |  |
| 25 | 1  | «Bad Blood» («Погана кров»)                                    | 13 червня 2010  | Денієл Монеган      | Браян Бакнер                   |  |
|    |    |                                                                |                 |                     |                                |  |
| 26 | 2  | «Beautifully Broken» («Прекрасний розрив»)                     | 20 червня 2010  | Скотт Вінант        | Раїль Такер                    |  |
|    |    |                                                                |                 |                     |                                |  |
| 27 | 3  | «It Hurts Me Too» («Це ранить мене також»)                     | 27 червня 2010  | Майкл Леманн        | Олександр Ву                   |  |
|    |    |                                                                |                 |                     |                                |  |
| 28 | 4  | «9 Crimes» («9 Злочинів»)                                      | 11 липня 2010   | Девід Петрарка      | Кейт Барноу і Елізабет Р. Фінч |  |
|    |    |                                                                |                 |                     |                                |  |
| 29 | 5  | «Trouble» («Проблеми») \|                                      | 18 липня 2010   | Скотт Вінант        | Ненсі Олівер                   |  |
|    |    |                                                                |                 |                     |                                |  |
| 30 | 6  | «I Got A Right To Sing The Blues» («У мене є право на печаль») | 25 липня 2010   | Майкл Леманн        | Алан Болл                      |  |
|    |    |                                                                |                 |                     |                                |  |
| 31 | 7  | «Hitting The Ground» («Пропащі»)                               | 1 серпня 2010   | Джон Дав            | Браян Бакнер                   |  |
|    |    |                                                                |                 |                     |                                |  |
| 32 | 8  | «Night On The Sun» («Ніч на сонці»)                            | 8 серпня 2010   | Леслі Лінка Глаттер | Раїль Такер                    |  |
|    |    |                                                                |                 |                     |                                |  |
| 33 | 9  | «Everything Is Broken» (\|«Руїни»)                             | 15 серпня 2010  | Скотт Вінант        | Олександр Ву                   |  |
|    |    |                                                                |                 |                     |                                |  |
| 34 | 10 | «I Smell A Rat» («Запах зрадника»)                             | 22 серпня 2010  | Майкл Леманн        | Кейт Барноу і Елізабет Р. Фінч |  |
|    |    |                                                                |                 |                     |                                |  |
| 35 | 11 | «Fresh Blood» («Свіжа кров»)                                   | 29 серпня 2010  | Денієл Монеган      | Ненсі Олівер                   |  |
|    |    |                                                                |                 |                     |                                |  |
| 36 | 12 | «Evil Is Going On» («Зло продовжує жити»)                      | 12 вересня 2010 | Ентоні Гемінгвей    | Алан Болл                      |  |
|    |    |                                                                |                 |                     |                                |  |

### Сезон 4(2011)
| №  | #  | Назва                                                                    | Дата прем'єри   | Режисер             | Сценаристи   |  |
| -- | -- | ------------------------------------------------------------------------ | --------------- | ------------------- | ------------ |  |
| 37 | 1  | «She's Not There» («Вона не там»)                                        | 26 червня 2011  | Майкл Леманн        | Олександр Ву |  |
|    |    |                                                                          |                 |                     |              |  |
| 38 | 2  | «You Smell Like Dinner» («Ти пахнеш, як вечеря»)                         | 3 липня 2011    | Скотт Вінант        | Браян Бакнер |  |
|    |    |                                                                          |                 |                     |              |  |
| 39 | 3  | «If You Love Me, Why Am I Dyin?» («Якщо ти любиш мене, чому я помираю?») | 10 липня 2011   | Девід Петрарка      | Алан Болл    |  |
|    |    |                                                                          |                 |                     |              |  |
| 40 | 4  | «I'm Alive and on Fire» («Я живий, аж палаю»)                            | 17 липня 2011   | Майкл Леманн        | Ненсі Олівер |  |
|    |    |                                                                          |                 |                     |              |  |
| 41 | 5  | «Me and the Devil» («Я і Диявол»)                                        | 24 липня 2011   | Денієл Монеган      | Марк Гадіс   |  |
|    |    |                                                                          |                 |                     |              |  |
| 42 | 6  | «I Wish I Was the Moon» («Хотілося б бути місяцем»)                      | 31 липня 2011   | Джеремі Подесва     | Раїль Такер  |  |
|    |    |                                                                          |                 |                     |              |  |
| 43 | 7  | «Cold Grey Light of Dawn» («Холодне сіре світло поразки»)                | 7 серпня 2011   | Майкл Рускіо        | Олександр Ву |  |
|    |    |                                                                          |                 |                     |              |  |
| 44 | 8  | «Spellbound» («Коли ти прийшла, дихання перехопило»)                     | 14 серпня 2011  | Денієл Монеган      | Алан Болл    |  |
|    |    |                                                                          |                 |                     |              |  |
| 45 | 9  | «Let's Get Out of Here» («Втеча»)                                        | 21 серпня 2011  | Ромео Тирон         | Браян Бакнер |  |
|    |    |                                                                          |                 |                     |              |  |
| 46 | 10 | «Burning Down the House» («Спалити мости дотла»)                         | 28 серпня 2011  | Леслі Лінка Глаттер | Ненсі Олівер |  |
|    |    |                                                                          |                 |                     |              |  |
| 47 | 11 | «Soul of Fire» («Палка душа»)                                            | 4 вересня 2011  | Майкл Леманн        | Марк Гадіс   |  |
|    |    |                                                                          |                 |                     |              |  |
| 48 | 12 | «And When I Die» («І коли я помру»)                                      | 11 вересня 2011 | Скотт Вінант        | Раїль Такер  |  |
|    |    |                                                                          |                 |                     |              |  |

### Сезон 5(2012)
11 серпня 2011 ріка телеканал HBO оголосив про відкриття кастингу для п'ятого сезону телесеріалу, який, як і попередні, складатиметься з 12 епізодів і буде показаний влітку 2012 ріка.
| №  | #  | Назва                                                             | Дата прем'єри  | Режисер             | Сценаристи       |  |
| -- | -- | ----------------------------------------------------------------- | -------------- | ------------------- | ---------------- |  |
| 49 | 1  | «Turn! Turn! Turn!»! («Обернися! Обернися! Обернися»)             | 10 червня 2012 | Данієль Монеган     | Браян Бакнер     |  |
|    |    |                                                                   |                |                     |                  |  |
| 50 | 2  | «Authority Always Wins» («Влада завжди перемагає»)                | 17 червня 2012 | Майкл Леманн        | Марк Гадіс       |  |
|    |    |                                                                   |                |                     |                  |  |
| 51 | 3  | «Whatever I Am, You Made Me» («Я такий, яким ти мене зробив»)     | 24 червня 2012 | Девід Петрарка      | Раїль Такер      |  |
|    |    |                                                                   |                |                     |                  |  |
| 52 | 4  | «We'll Meet Again» («Ми зустрінемося знову»)                      | 1 липня 2012   | Ромео Тіроне        | Олександр Ву     |  |
|    |    |                                                                   |                |                     |                  |  |
| 53 | 5  | «Let's Boot and Rally» («Давайте уп'ємося до посиніння»)          | 8 липня 2012   | Майкл Леманн        | Анджела Робінсон |  |
|    |    |                                                                   |                |                     |                  |  |
| 54 | 6  | «Hopeless» («Безнадійний»)                                        | 15 липня 2012  | Денієл Еттієс       | Алан Болл        |  |
|    |    |                                                                   |                |                     |                  |  |
| 55 | 7  | «In the Beginning» («На початку»)                                 | 22 липня 2012  | Майкл Руссо         | Браян Бакнер     |  |
|    |    |                                                                   |                |                     |                  |  |
| 56 | 8  | «Somebody That I Used to Know» («Хтось, кого я знав»)             | 29 липня 2012  | Стівен Моєр         | Марк Гадіс       |  |
|    |    |                                                                   |                |                     |                  |  |
| 57 | 9  | «Everybody Wants to Rule the World» («Кожен хоче правити світом») | 5 серпня 2012  | Денієл Еттієс       | Раїль Таккер     |  |
|    |    |                                                                   |                |                     |                  |  |
| 58 | 10 | «Gone, Gone, Gone» («Помер, помер, помер»)                        | 12 серпня 2012 | Скотт Вайнант       | Олександр Ву     |  |
|    |    |                                                                   |                |                     |                  |  |
| 59 | 11 | «Sunset» («Захід»)                                                | 19 серпня 2012 | Леслі Лінка Глаттер | Анджела Робінсон |  |
|    |    |                                                                   |                |                     |                  |  |
| 60 | 12 | «Save Yourself» («Врятуй себе»)                                   | 26 серпня 2012 | Майкл Леманн        | Алан Болл        |  |
|    |    |                                                                   |                |                     |                  |  |

### Сезон 6
2 липня 2012 року телеканал HBO заявив про продовження серіалу на 6 сезон.

## Мініепізоди

### Ковток справжньої крові
"Ковток справжньої крові" або "Крапля справжньої крові" «A Drop Of True Blood» — мінісеріал з 6 невеликих епізодів про деяких героїв "Справжньої крові". Був випущений телеканалом HBO і трансльований 24 квітня 2010 року перед початком показу 3 сезони телесеріалу. Кожна серія тривалістю не більше 5 хвилин.
| 1 | «Eric & Pam» («Эрік і Пем»)                         | 24 квітня 2010 | Алан Болл | Алан Болл |  |  |
| Ерік і Пем проводять кастинг нових танцюристів у свій клуб. Кандидати, що з'явилися, були не найкращими. Вампіри вже було остаточно розчаровуються, коли до них приходить Іветта.             |                                                     |                |           |           |  |  |
| |                                                     |                |           |           |  |  |
| 2 | «Jessica» («Джесіка»)                               | 3 травня 2010  | Алан Болл | Алан Болл |  |  |
| Джесіка виходить на полювання в місцевий шинок, де на неї звертає увагу людина, яка починає проповідувати їй Слово Боже в непристойній манері. А потім там вона знайомиться з далекобійником. |                                                     |                |           |           |  |  |
| |                                                     |                |           |           |  |  |
| 3 | «Sookie, Tara & Lafayette» («Сокі, Тара і Лафаеєт») | 11 травня 2010 | Алан Болл | Алан Болл |  |  |
| Тара і Сокі вступають в суперечку щодо стосунків з вампіром, коли Тара починає цікавитися походженням фінансового стану Біла. Лафаєт втручається, коли аргументи стають занадто гарячими.     |                                                     |                |           |           |  |  |
| |                                                     |                |           |           |  |  |
| 4 | «Sam» («Сем»)                                       | 18 травня 2010 | Алан Болл | Алан Болл |  |  |
| Сем намагається знищити голову бика, атрибутику, пов'язану з культом Меріенн, а потім, перевтілившись у собаку, позначає свою територію.                                                      |                                                     |                |           |           |  |  |
| |                                                     |                |           |           |  |  |
| 5 | «Bill» («Біл»)                                      | 25 травня 2010 | Алан Болл | Алан Болл |  |  |
| Готуючись до побачення з Сокі, Біл приймає у себе удома продавчиню ювелірних виробів, у якої до нього виникає інтерес.                                                                        |                                                     |                |           |           |  |  |
| |                                                     |                |           |           |  |  |
| 6 | «Jason» («Джейсон»)                                 | 2 червня 2010  | Алан Болл | Алан Болл |  |  |
| Відразу після того як Джейсон вистрілив в Еггза, він втікає в ліс, просить допомоги у Бога і розкаюється в скоєному і інших поганих вчинках.                                                  |                                                     |                |           |           |  |  |
| |                                                     |                |           |           |  |  |